# 홍익병원
홍익병원은 서울특별시 양천구 목동로 225 에 위치한 종합병원이다.
내과, 외과 등의 진료와 심뇌혈관센터, 관절센터, 소화기센터, 척추센터, 인공신장센터를 운영하고 있다.

## 연혁
- 1972년 5월 홍익의원 개원
- 1982년 11월 병원 건물 신축 및 병원 승격
- 1990년 7월 건물 증축 공사
- 1993년 8월 종합병원 승격
- 1996년 11월 신관 완공 및 진료 개시
- 1998년 7월 별관 준공
- 2010년 2월 홍익병원 목동관 개관
- 2019년 8월 음압격리실 중환자실 1인 1실, 병동 1인 1실